# Nábytek novověku
Raný novověk je obdobím po roce 1492, přinesl mnoho změn v kultuře i v umění. Změny se v různých částech světa rozvíjely postupně a vyvíjely po 400 let. V architektuře (včetně nábytkové) se tyto změny nejprve projevily jako renesanční sloh, který vychází z antických prvků. Po renesanci nastoupilo baroko, které působí velmi dramaticky, bohatě a honosně. Rokoko či sloh Ludvíka XV. byl nápadný zdobností a oblibou zakřivených linií nábytku. Dalším slohovým útvarem novověku je klasicismus, jehož stavby i nábytek mají klasické, střízlivé a pravidelné tvary.

## Renesance
Gotiku vystřídala renesance. Zámořské objevy vedly k rozvoji dálkového obchodu, užívání nových a exotických materiálů (dřevo ebenové, teakové, palisandr, slonovina, želvovina), šíření vzdělanosti znamenalo také rozvoj řemeslných technik (například zdokonalení soustruhu na dřevo), knihtisk umožnil šíření grafických návrhů nábytku. Nový životní styl vedl šlechtu k opouštění málo pohodlných hradů, stavbě zámků a paláců, které si zařizovala v novém slohu. Také měšťané zdokonalovali své interiéry.

### Nábytek
Nábytek se oproti gotice měnil nejen rozšířením o rozmanitější typy, tvary a materiály, ale býval honosnější a více zdobený. Konstrukční a ozdobné prvky byly odvozeny z antické architektury, knihtiskem se šířily principy Vitruviovy architektury sloupového řádu, i arkády. Italské vzory byl nejvýznamnější. Svatební truhly zvané cassone, byly zdobené řezbou ři malbou erbů, štukem se zlacenými detaily, objevuje se na nich zvířecí či lidská maska, tzv. maskaron. Nohy mohou být řezané do tvaru zvířecích, většinou lvích tlap.

#### Sedací nábytek

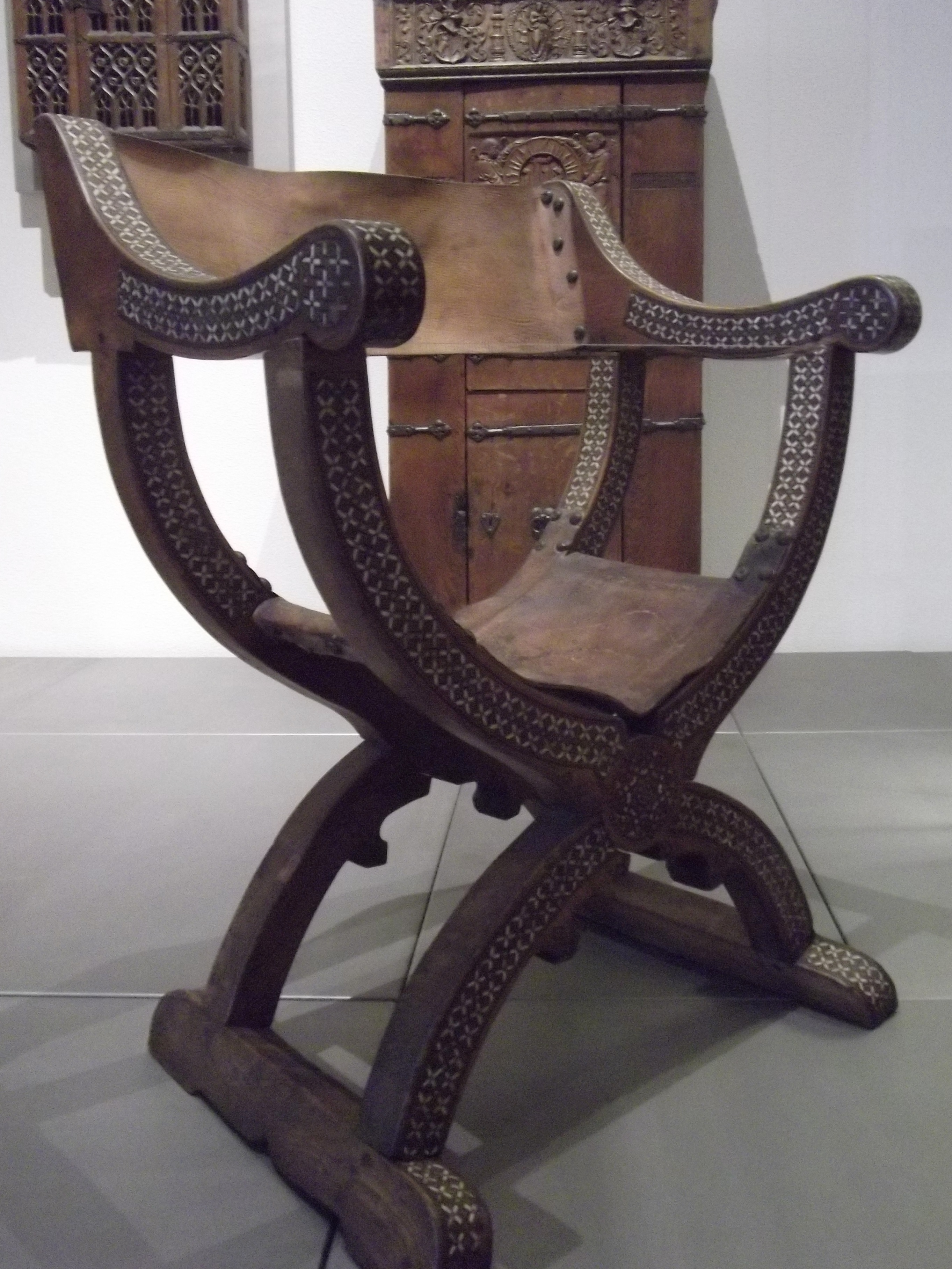
Skládací židle "danteska".

Renesance dávala přednost masivnímu sedacímu nábytku povrchově upraveného pouze mořením a voskováním. Z Itálie se rozšířila tzv. lombardská židle, což je konstrukce z rovných hranolů spojených plochými širokými příčkami, tvořící podstavu, sedák i opěradlo.
Dalším typem byla kombinace truhly a lavice, s pevným plným opěrákem. Nebo lavice s opěrákem, který bylo možno převracet na obě strany.

#### Tvar a ornamentika
Hojně byla využívaná technika mramorové mozaiky a inkrustace. Byly využívány při výplní dveří v sakristiích či světských nábytkových předmětů. Začal se uplatňovat způsob obarvování plátků dřeva namáčením v různých olejích.
Na plochách nábytku byly sestavovány i figurální motivy, zátiší, veduty a náročné ornamenty. Zdobení nábytku obohatila technika "benátská mozaika", což byla jemná práce s perletí. Byla doplňována ušlechtilými kovy a intarzií.

## Baroko

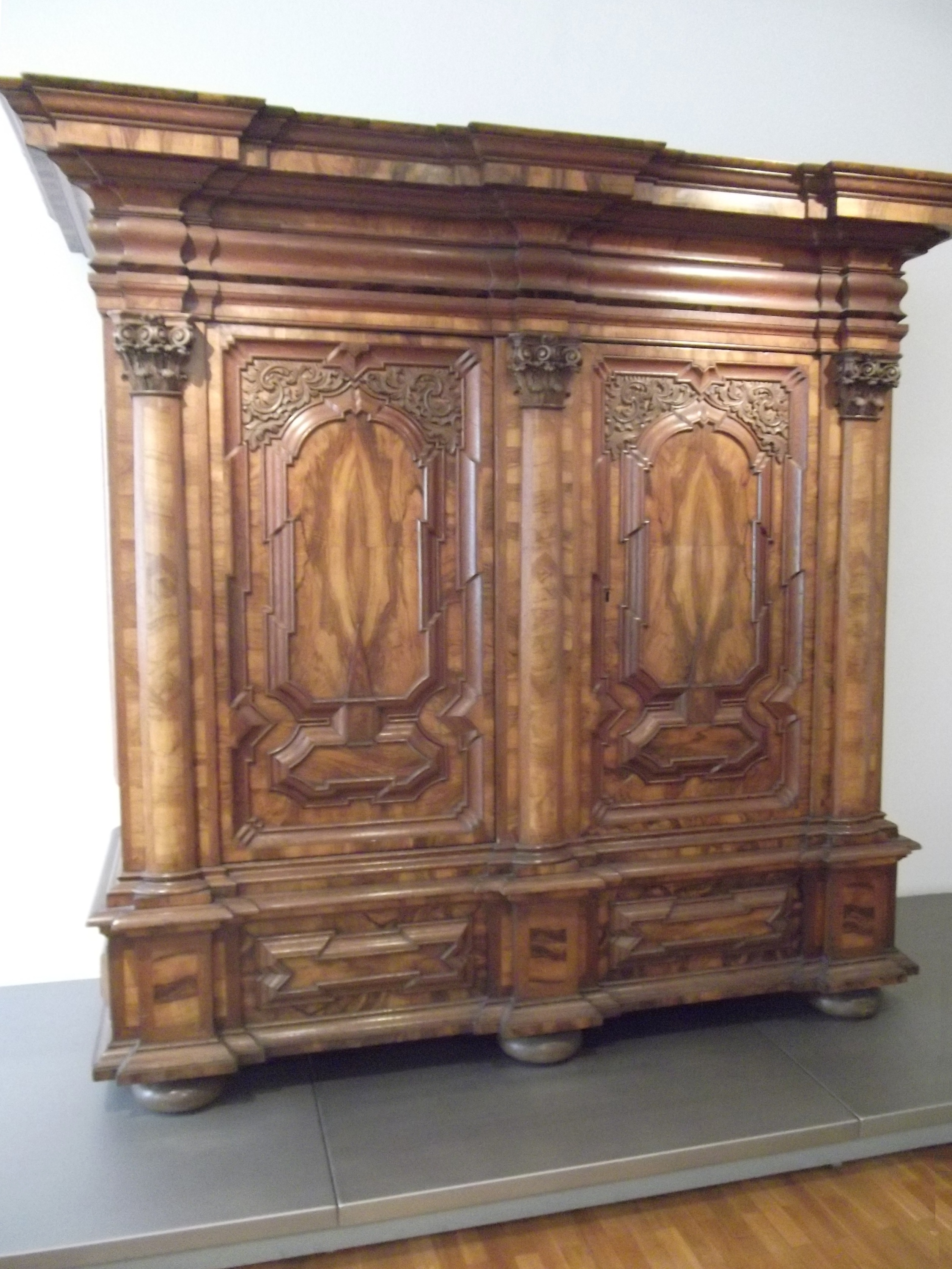
Portálová skříň, Německo, kolem 1750

V baroku vývoj stylu nábytku a kultury bydlení udávaly především Francie a dvorská společnost krále Ludvíka XIV., který soustředil pro zařizování zámků a paláců mnohá řemesla v královských dílnách Les Gobelins, kde pracovali mj. truhláři, řezbáři a marketéři a jimž dodávali grafické návrhy designéři, jako byl Jean Bérain.  Technické možnosti a kvalita stavebních prací se výrazně zdokonalila. Kvůli třicetileté válce Evropa velmi zchudla. Šlechta, vysocí představitelé církve a kláštery se stali nejdůležitějšími zadavateli stavebních prací.

### Nábytek

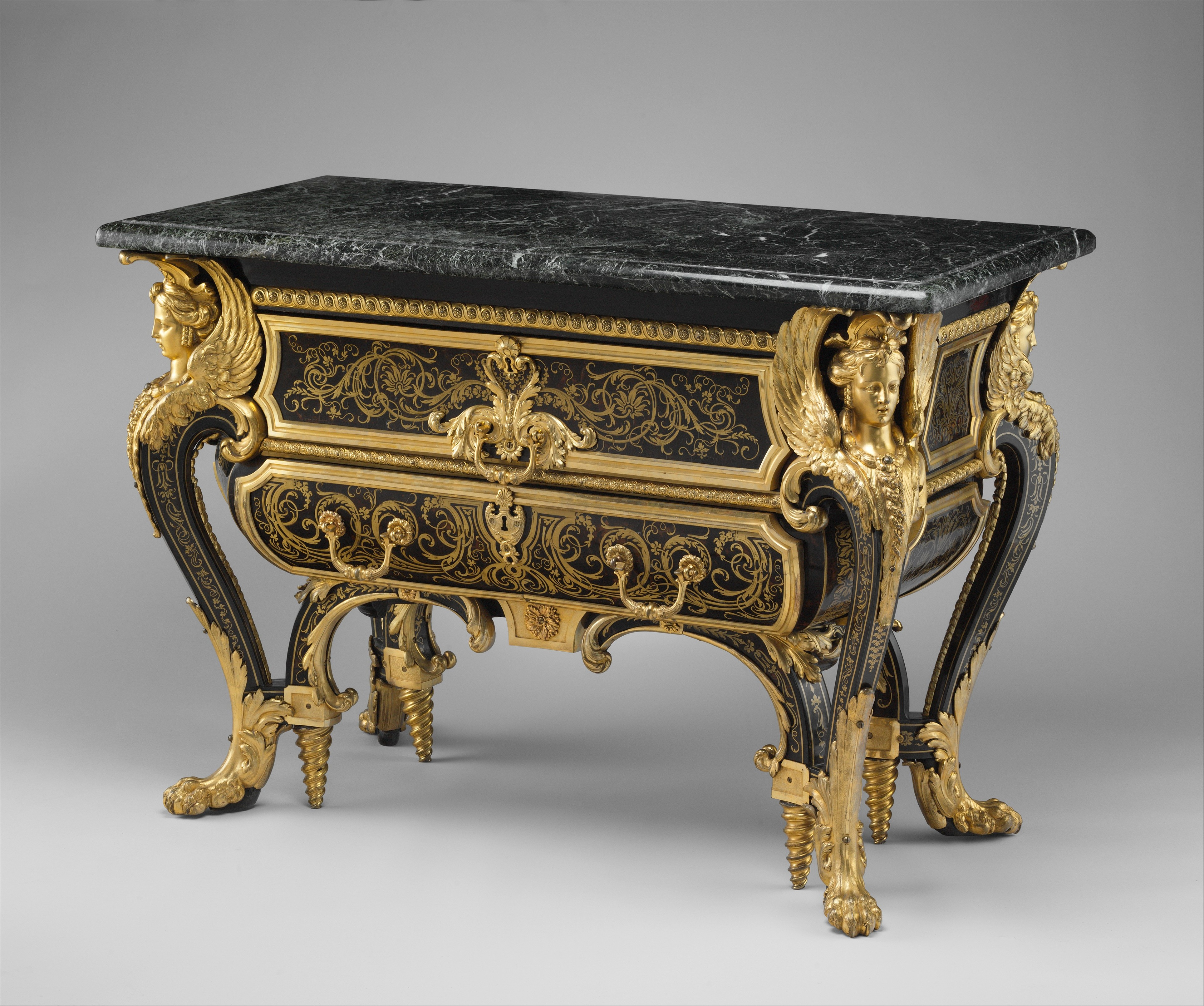
Boulleova barokní komoda

Barokní nábytek je ve tvarech a materiálech dynamičtější a rozmanitější než v renesanci. 
- Skříň byla největším kusem úložného nábytku a dplnila či nahradila truhlu. Skříň byla vysoká s dvoukřídlými dveřmi, zvaná portálová. Stála na nohách se soklem, dveře byly rámovány sloupy, polosloupy či pilastry, které nesly korunní římsuřímsu, někdy zdobenou volutami, na ní mohl být letopočet nebo nápis. Tyto skříně byly rozšířené ve střední Evropě, ale také v Itálii.[6]
- Komoda je menší typ úložného nábytku, se dvěma širokými zásuvkami a horní stolovou deskou. Může sloužit v přijímacím pokoji v jídelně i v ložnici.
- Psací sekretář, francouzsky zvaný bureau byl prvním typem kancelářského nábytku. Kombinuje stůl s komodou. Jeho sklápěcí dvířka sloužila jako deska stolu, uvnitř měl přihrádky a zásuvky.
- Stůl je z masivního dřeva, někdy s vyřezávanou nohou či nohami ve tvaru maurů, atlantů či karyatid. Menší stolky byly psací nebo hrací. Hrací stolek měl různé výsuvné či posuvné desky a luby se zásuvkou. Úzký konzolový stůl má pouze jednu či dvě nohy a je opřen o stěnu.

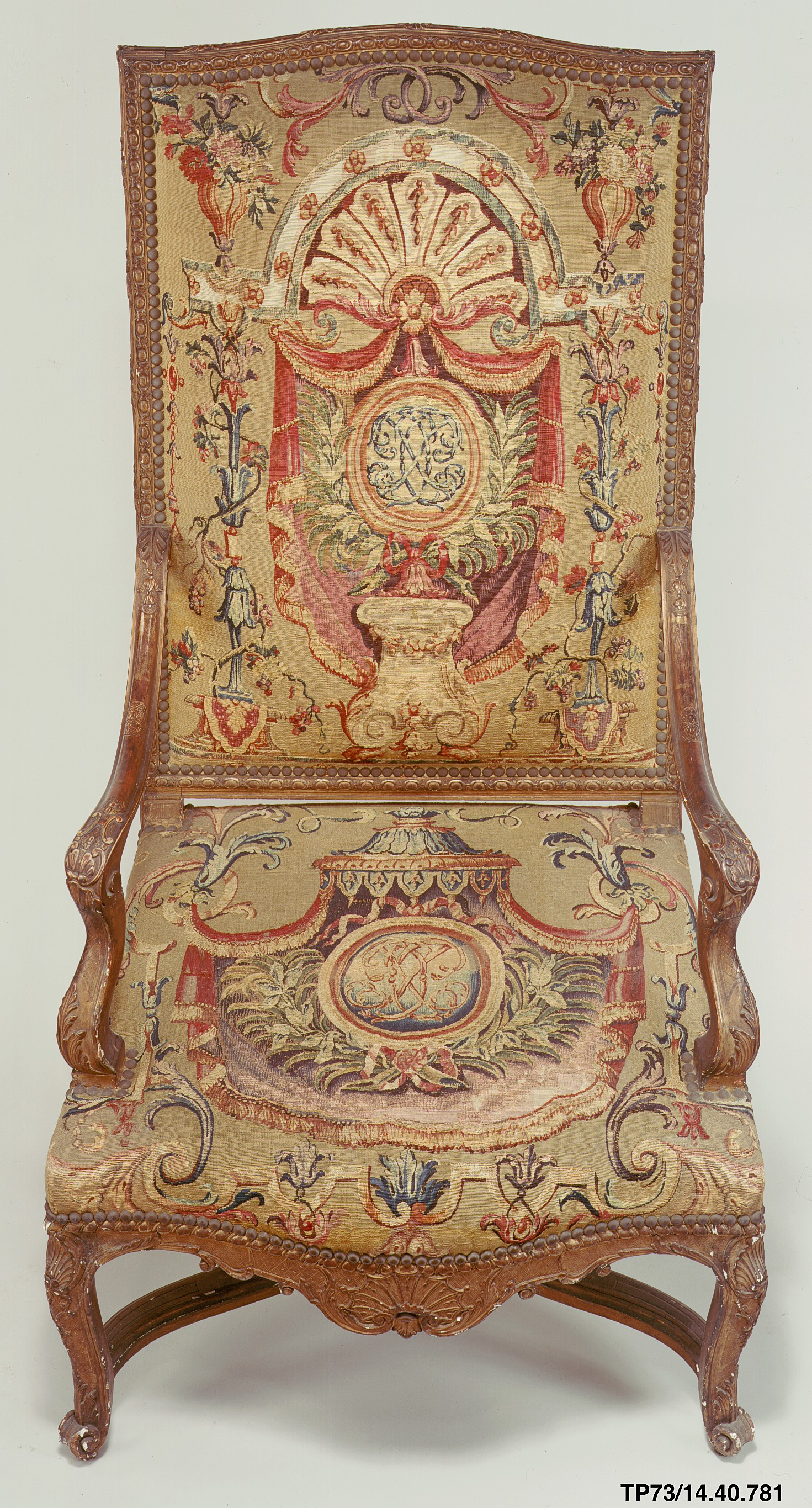
Barokní křeslo à la reine ve stylu Ludvíka XIV.

Sedací nábytek měl rámovou konstrukci. Později byly konstruované nové typy sedacího nábytku, především pro intimní rozhovory a milostná setkání.
- Chaise longue – denní dvoudílná pohovka, složená z křesla, volně spojeného s čalouněným nástavcem pro nohy
- Vis á vis – pro intimní rozhovory dvojic
- Indiscret – s třemi stranově obrácenými sedadly
- Confidente – pohovka s připojenými sedadly na bocích[7]
- Čalouněné  křeslo "fauteil á la reine" (počeštěně fotel podle královny) bylo zvláštním svými rozměry a proporcemi, rozšířeno kvůli sukni a s mírně zakloněným zvlněným opěradlem, ve stylu Ludvíka XIV. s nohami dole prohnutými do voluty, která v následujících obdobích mizí a nožky dostávají tvar kanelovaného mírně kónického sloupku.
- Křeslo "bergere" má vysoký čalouněný sedák odnímatelný a čalouněné područky jsou propojeny s rámem sedadla. Postupně se také mění objem a tvar čalounění a jeho potahy. Gobelínové potahy mají dekor s groteskními figurkami rámovanými girlandami, arabeskami a jinými geometrickými motivy dekoru, jež za vlády Ludvíka XV. vystřídaly pestrobarevné vzory květinové, v období rokoka ve světlejších barvách. Malý taburet je nízké čalouněné sedadlo bez opěradla. Postele mají nástavce s nebesy na sloupkách byly bohatě zdobené a pozlacené.

### Konstrukce a výzdoba
V konstrukci nábytku i hodin se kombinovalo dřevo s bronzovými nožkami a dalšími aplikami. Povrch se zdobil dýhou nebo marketérií. Marketérie užívá techniky intarzie, kombinace dřeva a bronzu, inkrustace barevnými mramory, na desky stolů a dvířka sekretářů florentskou mozaiku, lokální pozlacování nebo malbu. 
Nejnáročnější techniku vytvořil André Charles Boulle, podle něhož se nazývá Boulleova technika. Na dřevěný podklad se vytvoří ornamentální motivy, jeho políčka se vykládají želvovinou (někdy i slonovinou nebo perletí), do spirál v políčkách se zatloukají zlaté, stříbrné nebo cínové drátky ornamentu [.
Podle stylových období se mění vyřezávané nohy stolů a jiného podstavového nábytku. Voluta je charakteristická pro styl Ludvíka XIV.

## Rokoko

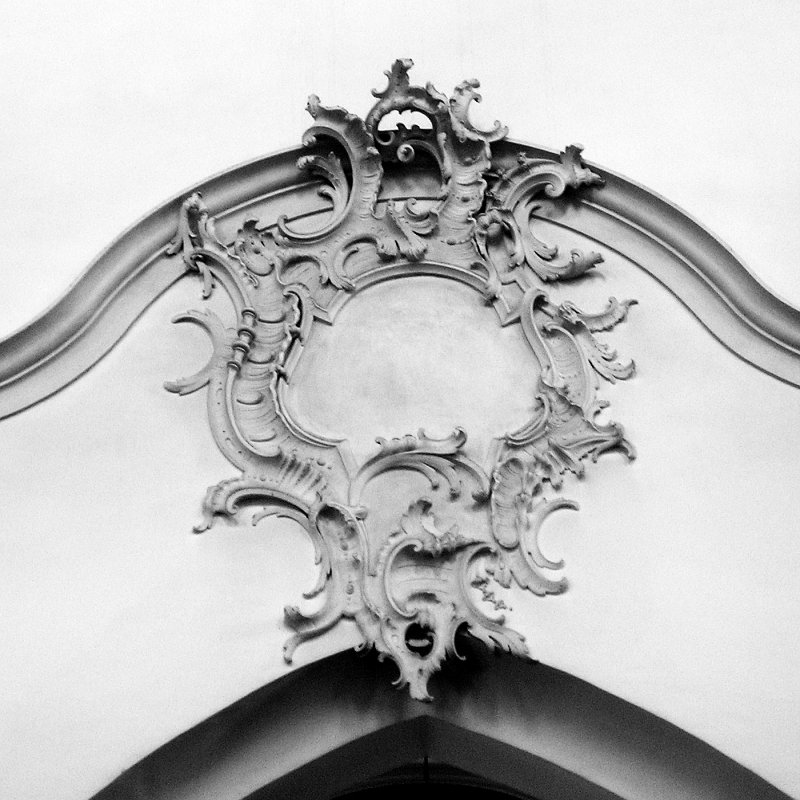
Vyřezávané rokojové kartuše

Ceremoniál, dodržovaný za vlády Ludvíka XIV., se začal vymaňovat z předimenzované okázalosti a byl vystřídán střízlivější noblesou. Přechod z baroka k rokoku bylo odlehčení života šlechty a vysoce postavených, což se odrazilo i v tvorbě interiéru. Objemné skříně, křesla, židle byly vystřídány nábytkem menších měřítek a ladnějších tvarů. Brokáty a samety vystřídalo lehké hedvábí. Na lesku přidávaly krémové, sněhobílé a bělostně zářící barvy.

### Nábytek
Používány řezby na motivy mušlí a rokají, listů a květů. Začal se používat polychrom, tzv. dobarvování řezeb, bílé slonové laky. Novým objevem je vitrína. 

#### Intarzovaný nábytek
Všechny viditelné části jsou dýhovány, přičemž dýha se řezala ručně, a proto jsou velké listy a plochy tak vzácné. Na dýhu se užívají vzácná dřeva, např. palisandr, eben, růžové dřevo. Nábytek je zdoben kováním z mosazí nebo bronze.

#### Typy nábytku
Nejdůležitějším nábytkem byla komoda se dvěma nebo třemi zásuvkami. Novým typem je psací stolek, označovaný jako bureau a také křehké konzolové závěsné stolky se dvěma nohami. Nejoblíbenějším kusem nábytku je křeslo, tzv. "bergére", krásně čalouněné.

#### Nábytkářští mistři
Nejznámější jsou královští dodavatelé nábytku, mezi které patří Charles Cressent, Jean Francois Oeben a Jean Henri Riesener.

## Klasicismus, Empír

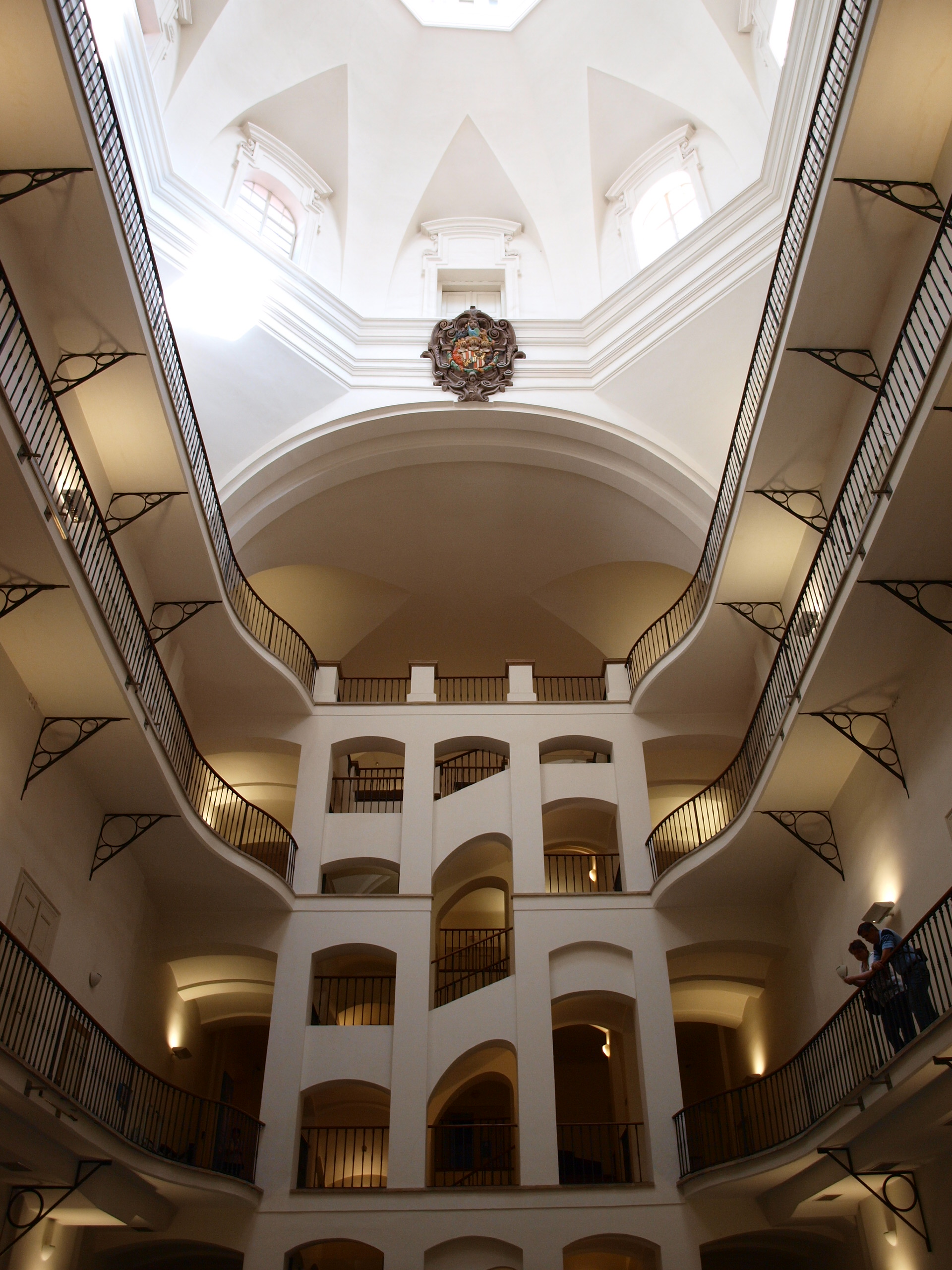
Muzeum hudby v Praze

Evropský klasicismus se vyznačoval, u sedacího nábytku, hlavně užíváním hranatých sloupkových konstrukcí s povrchovými úpravami černého moření. Zmizela přemíra kovového kování, ozdob a omezila se pouze na zámkové štítky lisované z tenkého mosazného plechu.

### Nábytek
Kontury nábytku byly znovu rovné a vzpřímené, zdobené páskovými ornamenty. Vedle leštěných povrchů byl oblíben broušený bílý lak nebo také černě mořený dub, kombinovaný zlacenými detaily.

#### Nové typy nábytku
Zhotovovaly se stoly pro nejrůznější účely, např. šicí, toaletní, odkládací, hrací, atd. Oblíbené byly malé psací stolky, které byly určené pro psaní deníků a dopisů.

#### Konstrukce a tvarování
Upřednostňovány byly hladké, klidné plochy. Jediným zdobným prvkem byla živá kresba dýhových obrazců. Povrchy nábytku byly opatřovány lesklými politurami, v jednodušších případech se voskovaly.

#### Nábytkoví tvůrci
Vývoj nábytku byl silně ovlivněn anglickými tvůrci, mezi které patří George Hepplewhite a Thomas Sheraton. Oba dva se pokoušeli o čisté viditelné konstrukce.